# Збірна новачків НБА
Збірна новачків НБА (англ. NBA All-Rookie Team) — щорічне вшанування найкращих новачків Національної баскетбольної асоціації (НБА), яке проводиться в кінці кожного регулярного сезону. Вшанування гравців проводиться починаючи з сезону НБА 1962–63 року. В голосуванні за гравців беруть участь усі поточні головні тренери команд НБА, при цьому вони не можуть віддавати свої голоси за гравців своєї команди. Збірна новачків НБА складається з двох складів по п'ять гравців, в підсумку 10 позицій. Кожен гравець, який отримує 2 очки за потрапляння в перший склад списку тренера, за потрапляння в другий склад - 1 очко. П'ять гравців, які отримали найбільшу кількість очок формують перший склад, наступні п'ять - другий склад. В випадку отримання гравцями однакової кількості голосів і їх достатньої кількості для потрапляння в збірну - склад збірної розширюється. Такі випадки траплялися декілька разів - найсвіжіший випадок зафіксований в 2012 році, коли Кауай Леонард, Іман Шамперт та Брендон Найт отримали рівну кількість голосів. Позиції гравців при виборі кандидатів до збірної не мають значення. Наприклад, в склад збірної новачків НБА 2008 року потрапили чотири форварди і один захисник.
Дев'ять членів збірної новачків НБА вигравали обидві нагороди - Новачок року НБА та Найцінніший гравець НБА, за свою кар'єру, і лише Вілт Чемберлейн та Вес Анселд здобували ці нагороди в свій перший сезон в НБА. Станом на кінець сезону НБА 2007–08 року, 29 членів збірної новачків НБА були обрані до Баскетбольної Зали слави, 28 з яких народилися не в США, а 120 членів збірних новачків ще є активними гравцями НБА.

## Переможці

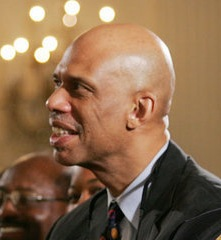
Карім Абдул-Джаббар (відомий як Льюїс Алсіндор) потрапив до збірної новачків в сезоні НБА 1969–70 року.

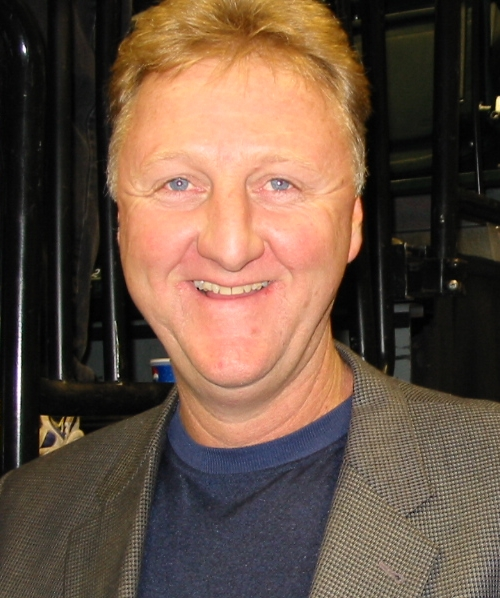
Ларрі Берд потрапив до збірної новачків в сезоні НБА 1979–80 року.

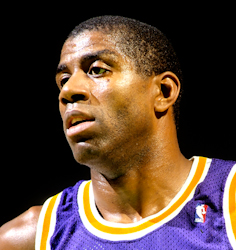
Меджик Джонсон потрапив до першої збірної новачків в сезоні НБА 1979–80 року.

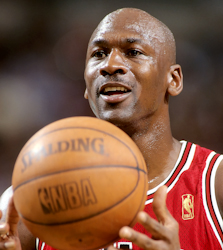
Майкл Джордан потрапив до першої збірної новачків в сезоні НБА 1984–85 року.

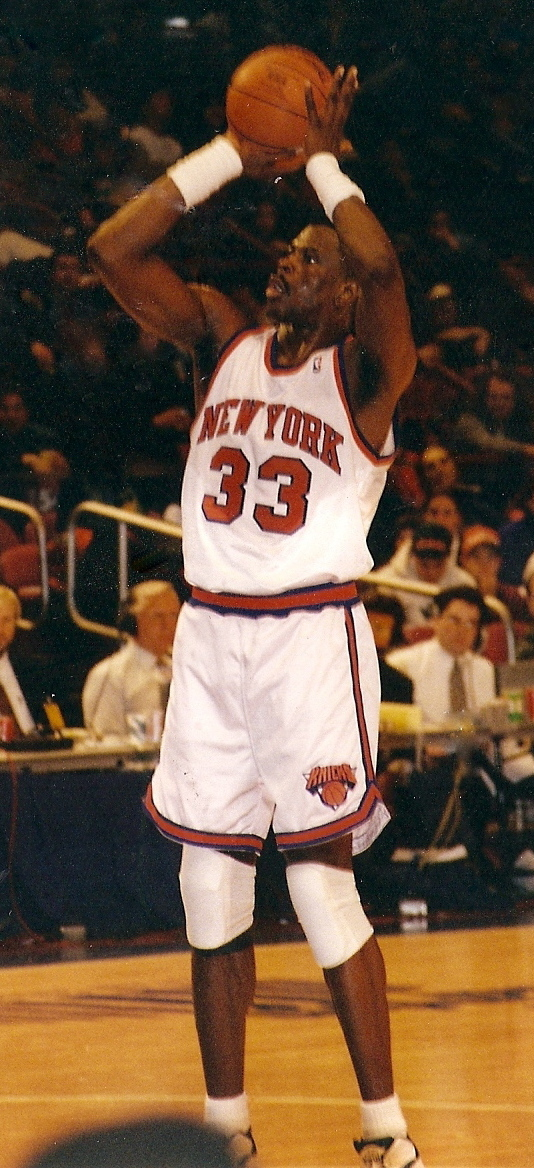
Патрік Юінг потрапив до збірної новачків в сезоні НБА 1985–86 року.

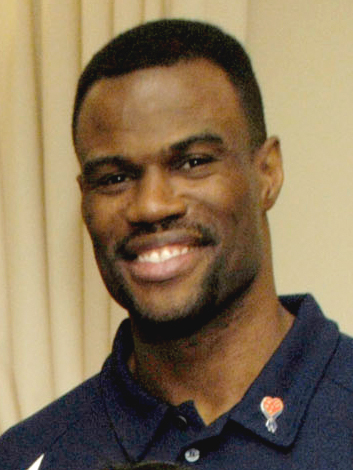
Гравець Сан-Антоніо Сперс, Девід Робінсон, потрапив до першої збірної новачків в сезоні НБА 1989–90 року.

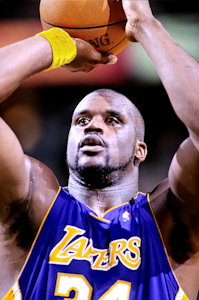
Шакіл О'Ніл потрапив до першої збірної новачків в сезоні НБА 1992–93 року.

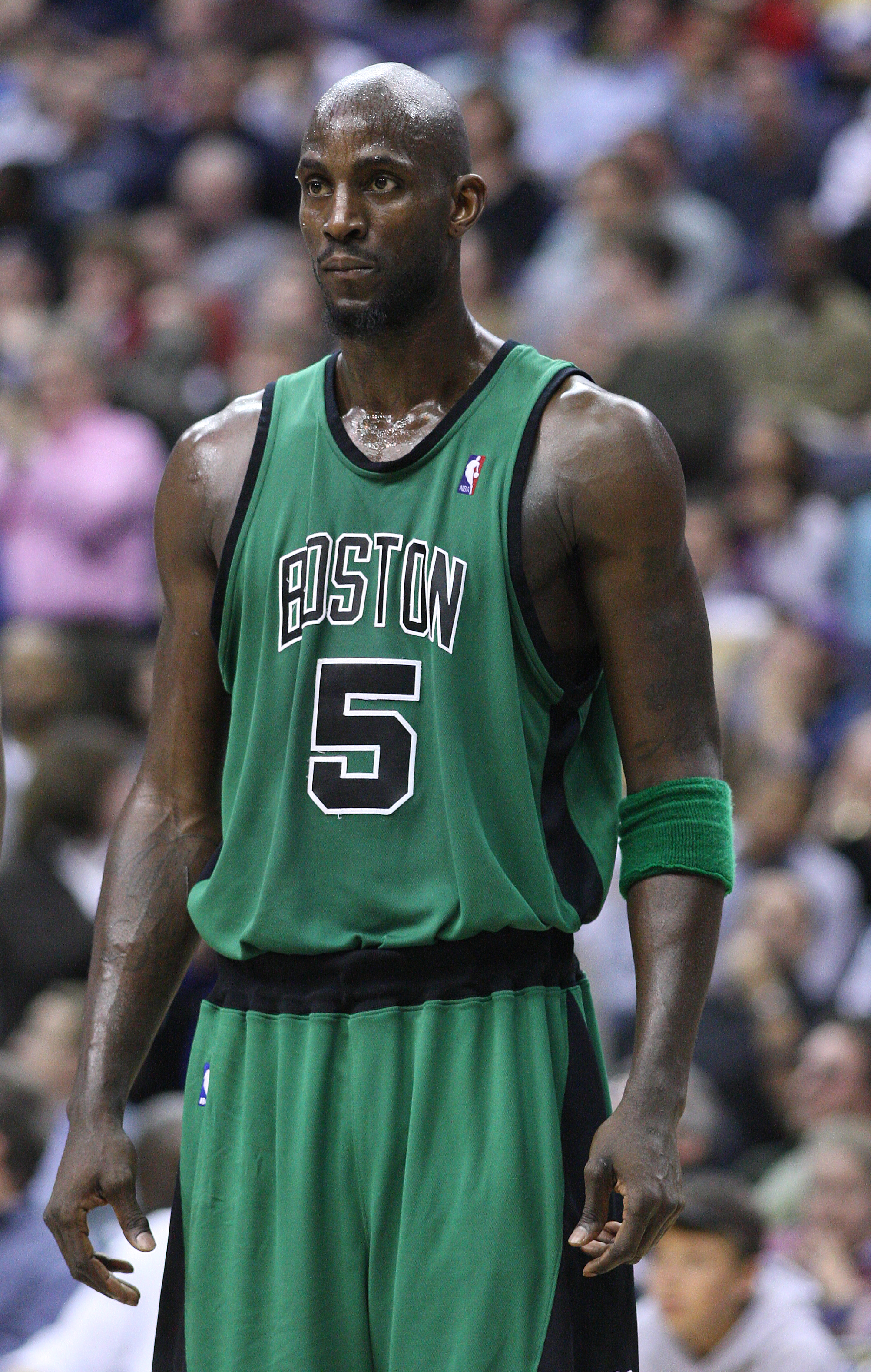
Кевін Гарнетт потрапив до другої збірної новачків в сезоні НБА 1995–96 року.

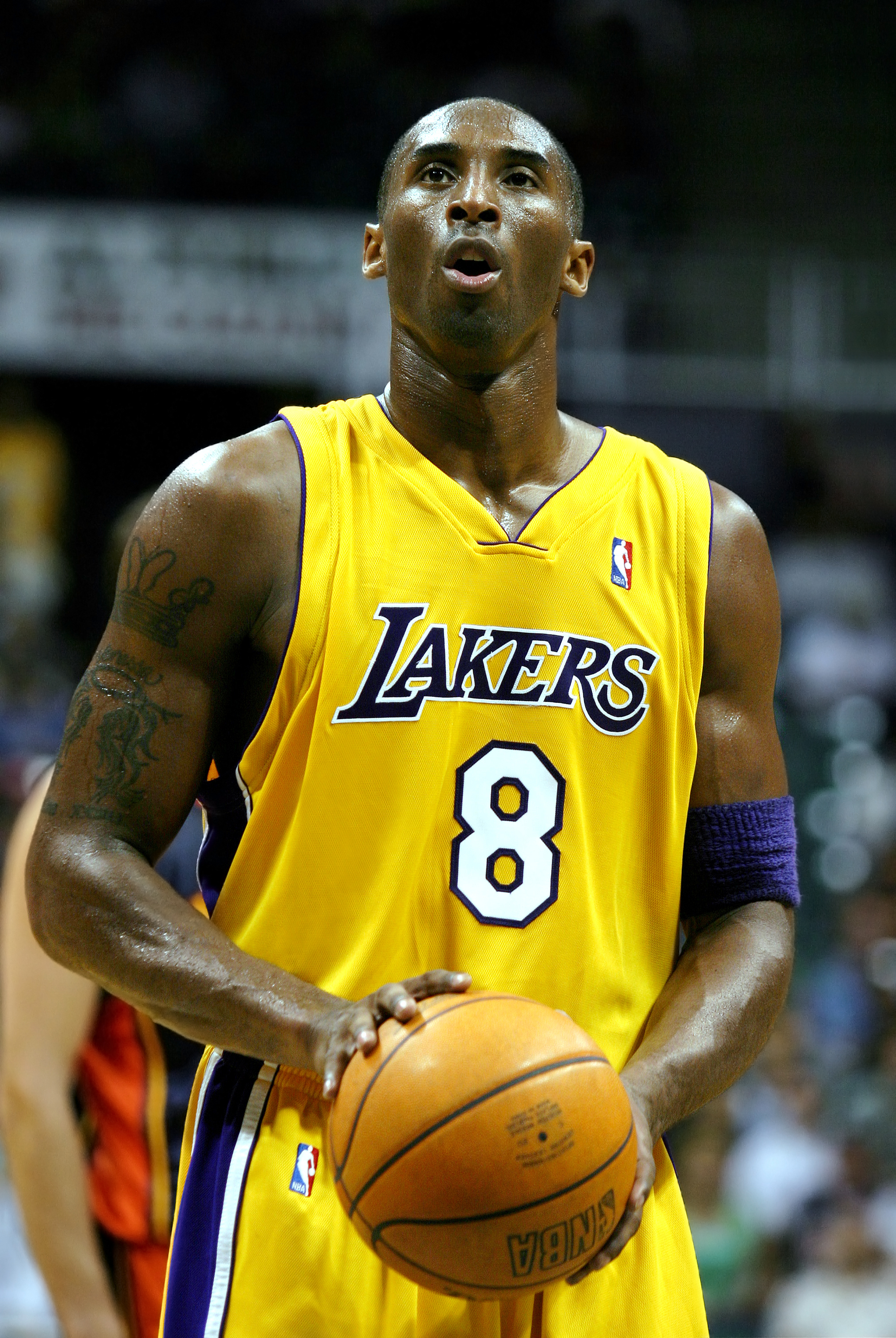
Кобі Браянт потрапив до другої збірної новачків в сезоні НБА 1996–97 року.

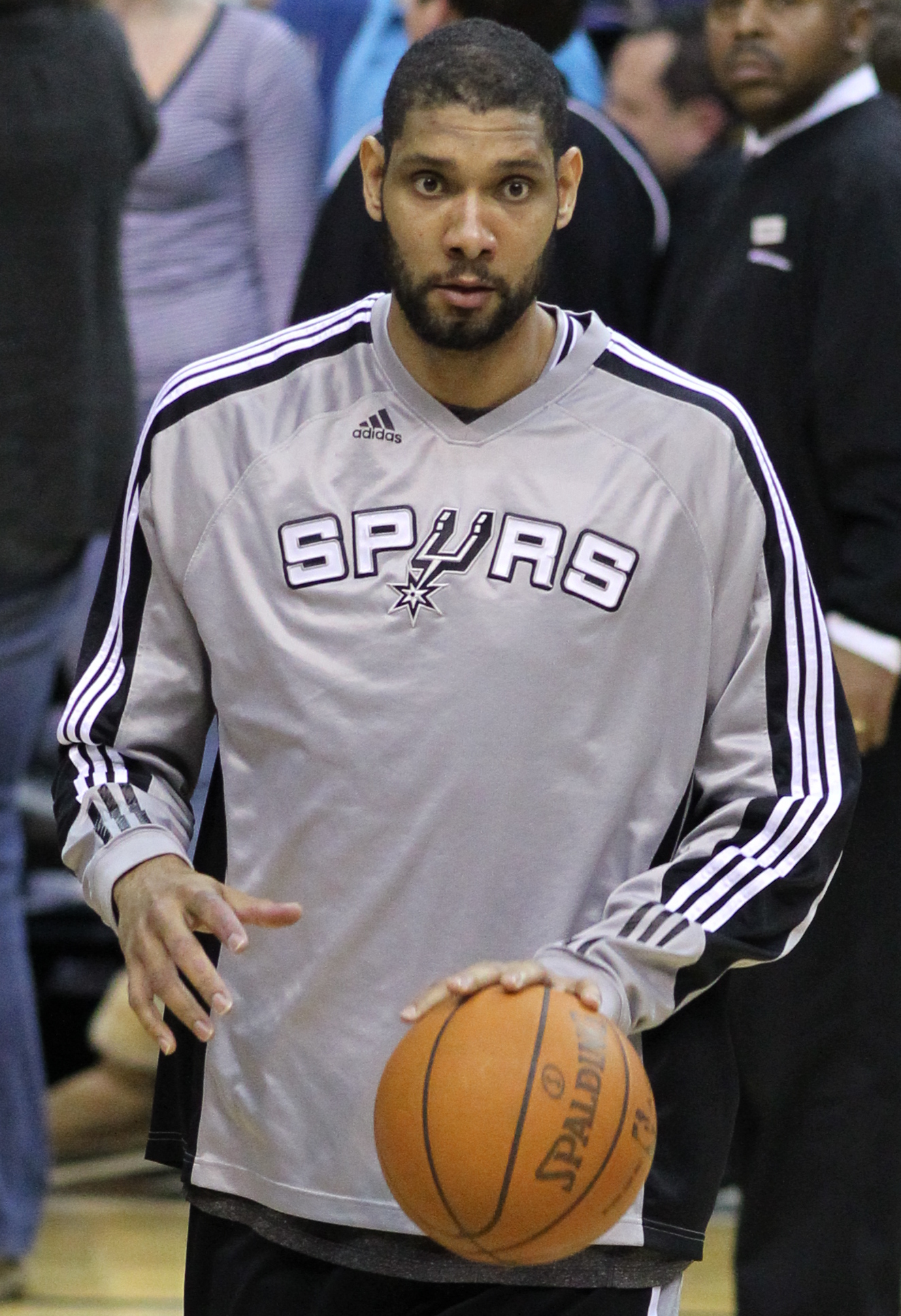
Тім Данкан потрапив до першої збірної новачків в сезоні НБА 1997–98 року.

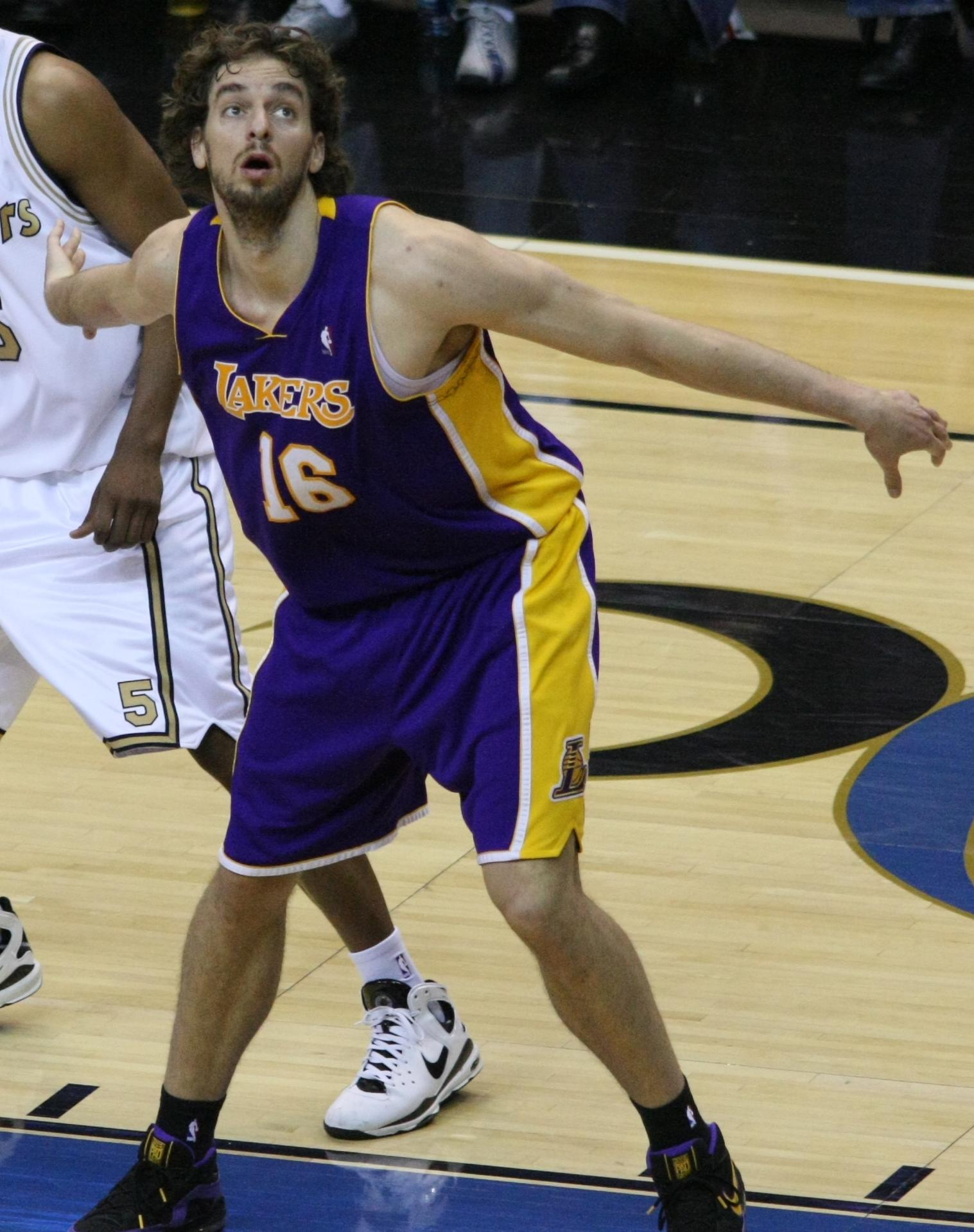
Іспанський гравець По Газоль потрапив до першої збірної новачків в сезоні НБА 2001–02 року.

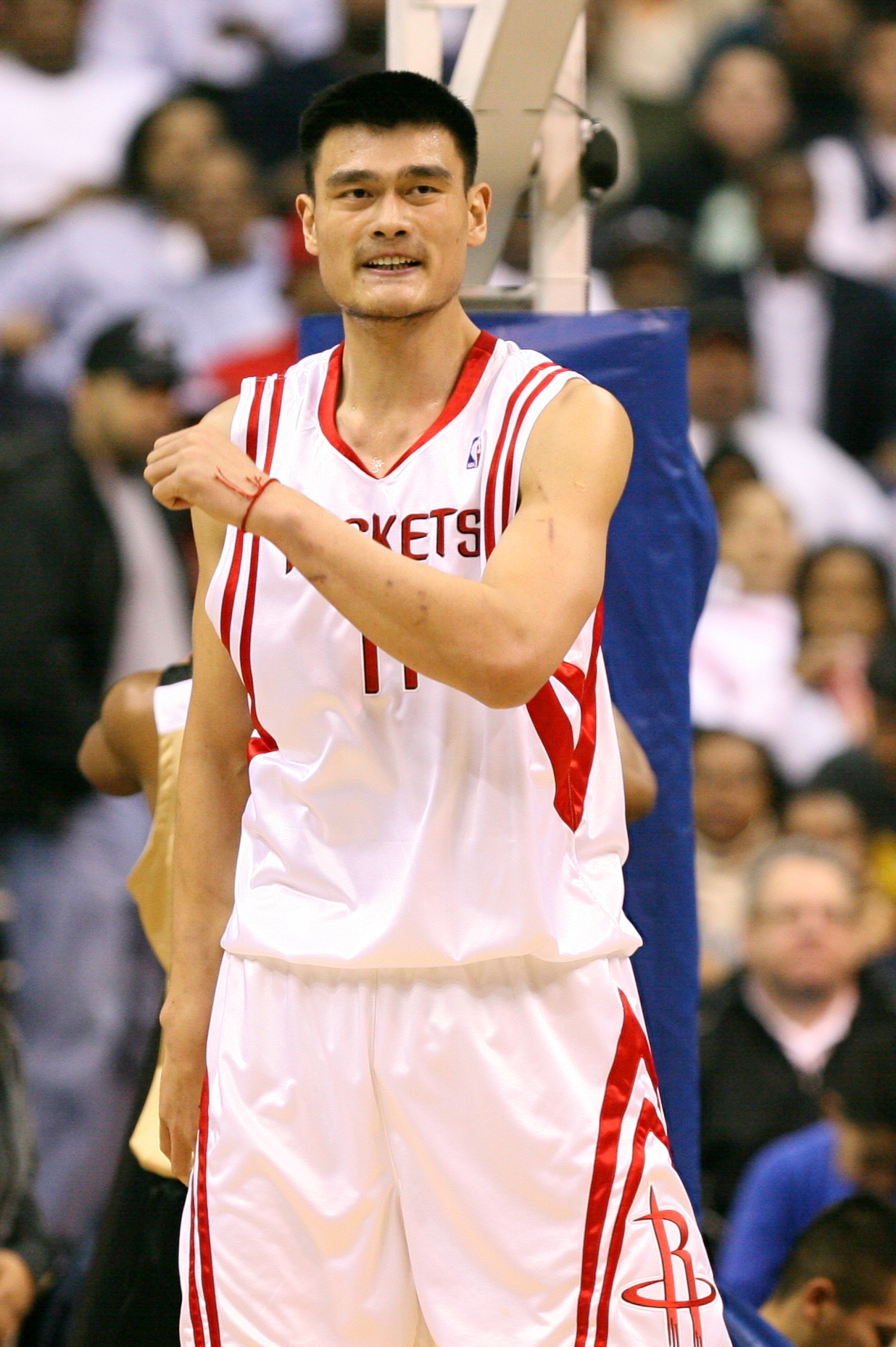
Китайський гравець Яо Мін потрапив до першої збірної новачків в сезоні НБА 2002–03 року.

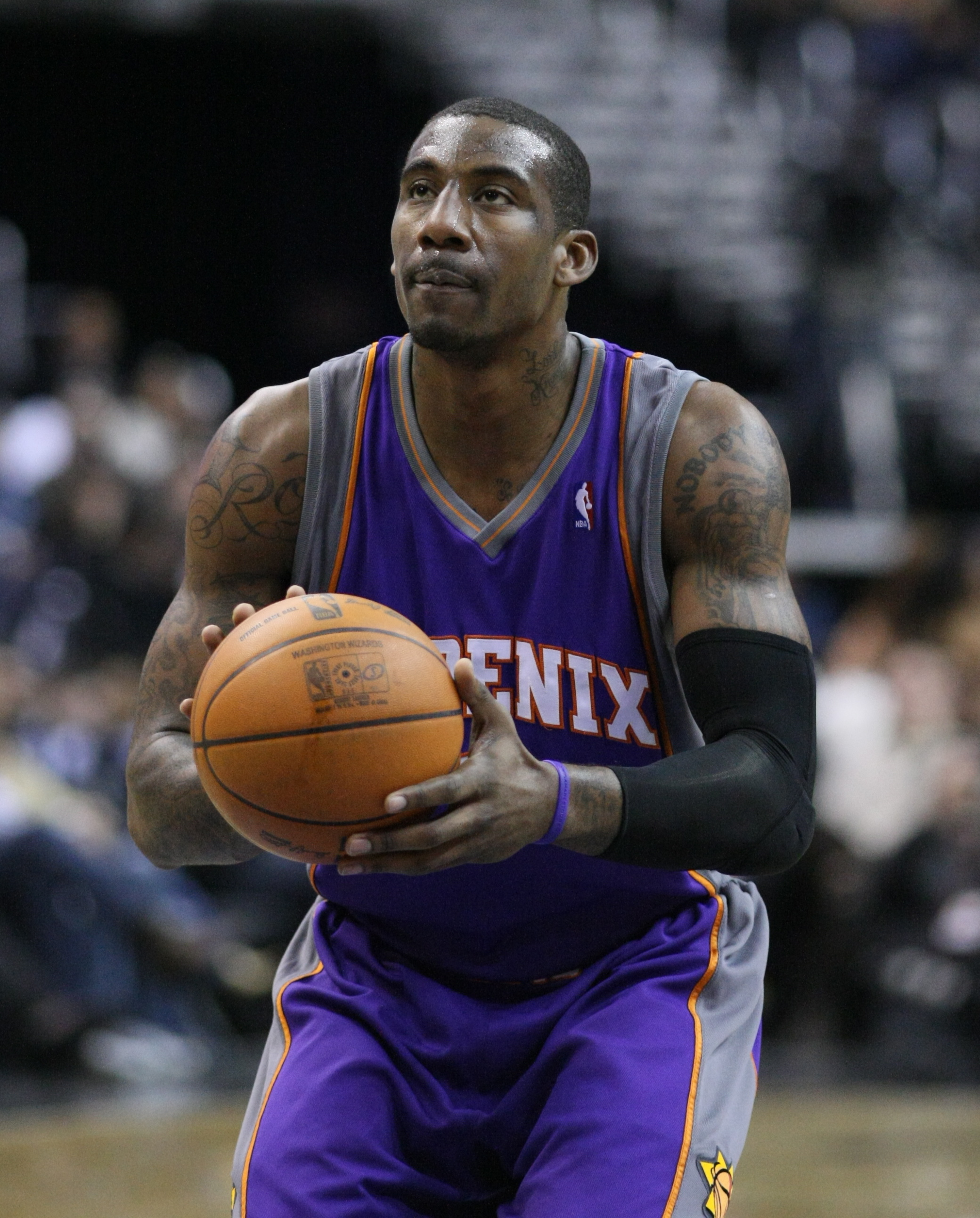
Лауреат нагороди Новачок року НБА, Амаре Стадемайр потрапив до першої збірної новачків в сезоні НБА 2002–03 року.

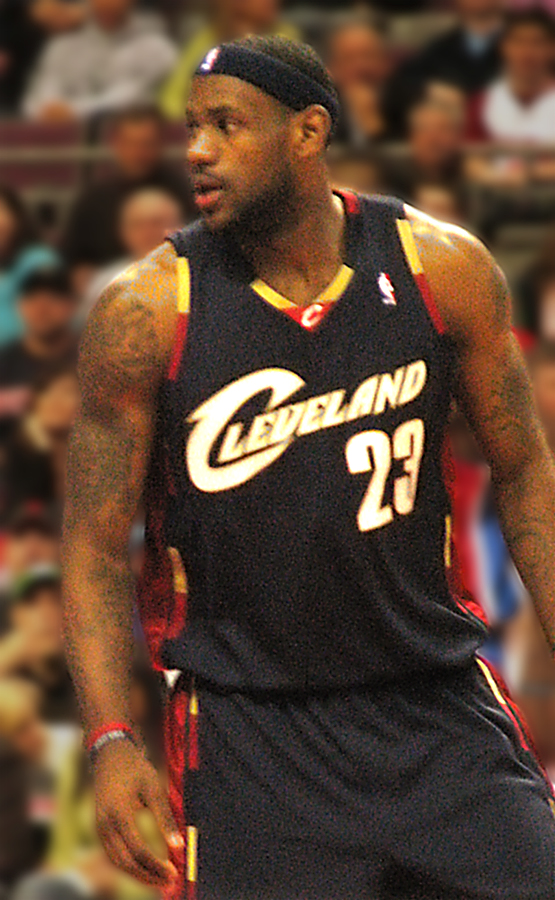
Леброн Джеймс потрапив до першої збірної новачків в сезоні НБА 2003–04 року.

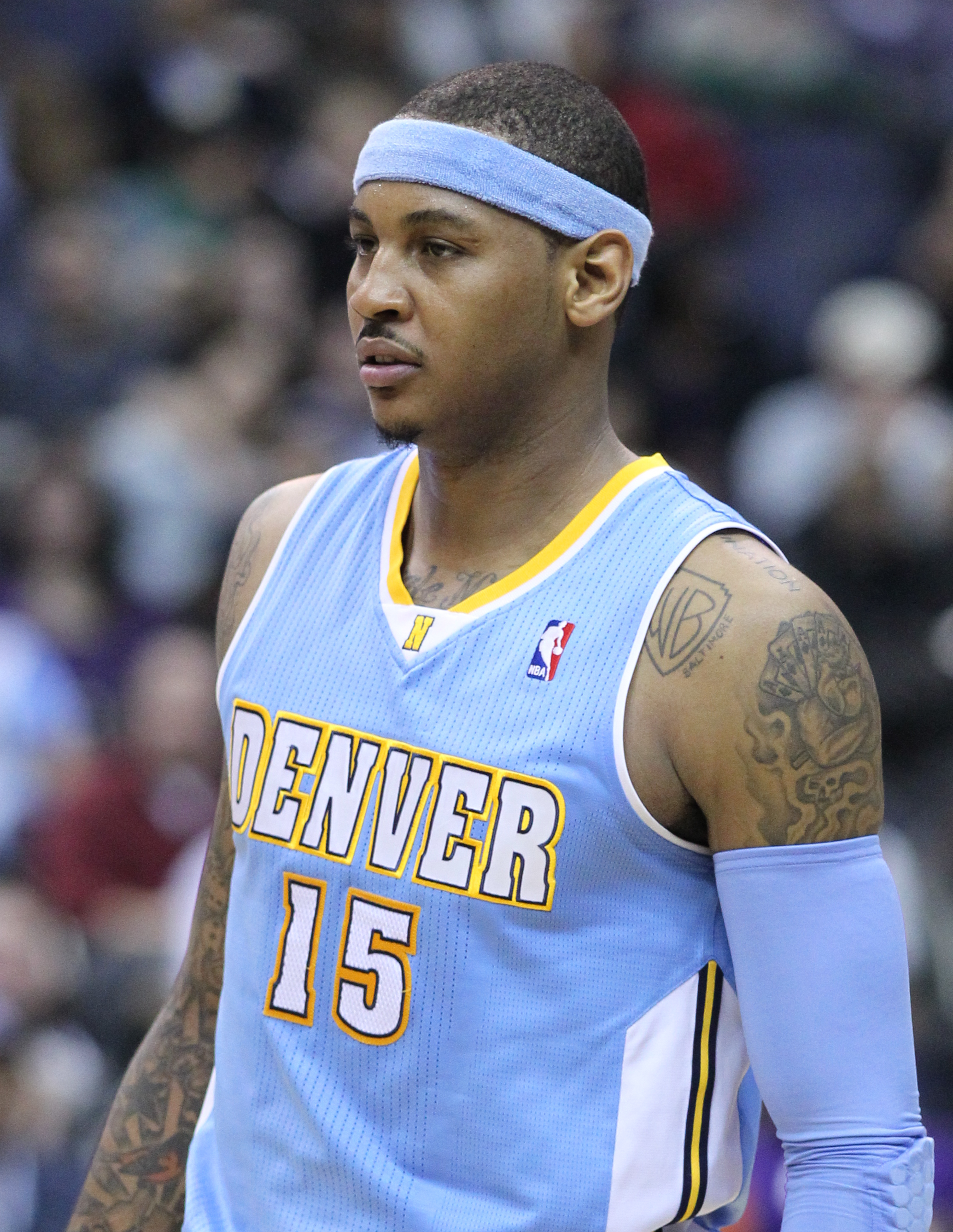
Кармело Ентоні потрапив до першої збірної новачків в сезоні НБА 2003–04 року.

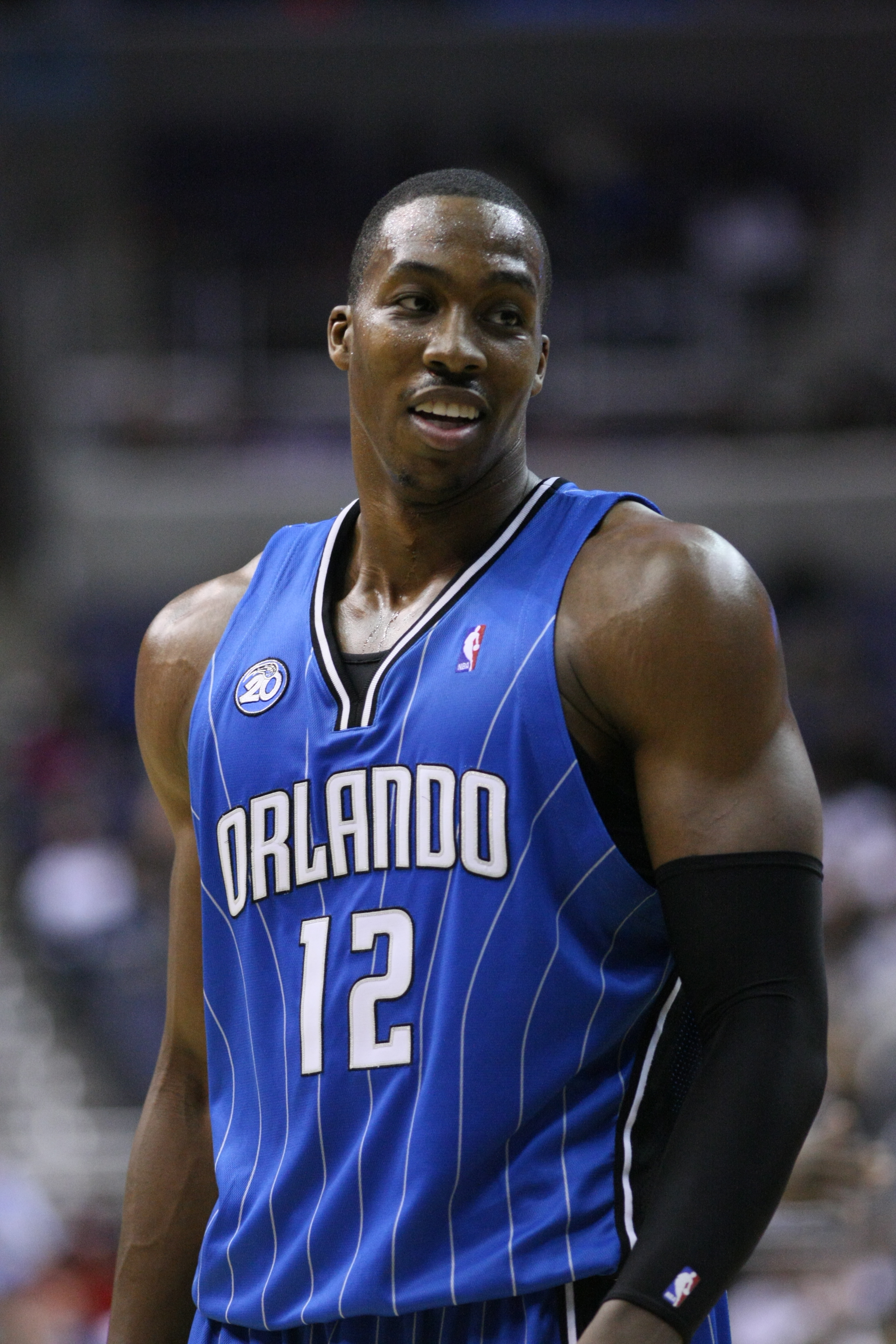
Двайт Говард потрапив до першої збірної новачків в сезоні НБА 2004–05 року.

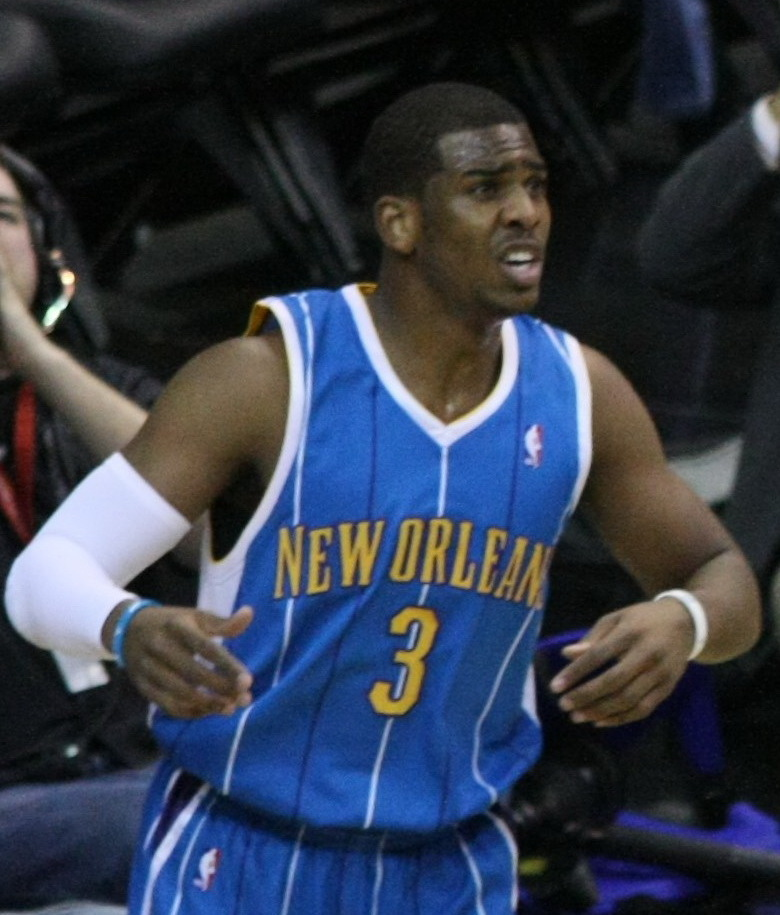
Кріс Пол потрапив до першої збірної новачків в сезоні НБА 2005–06 року.

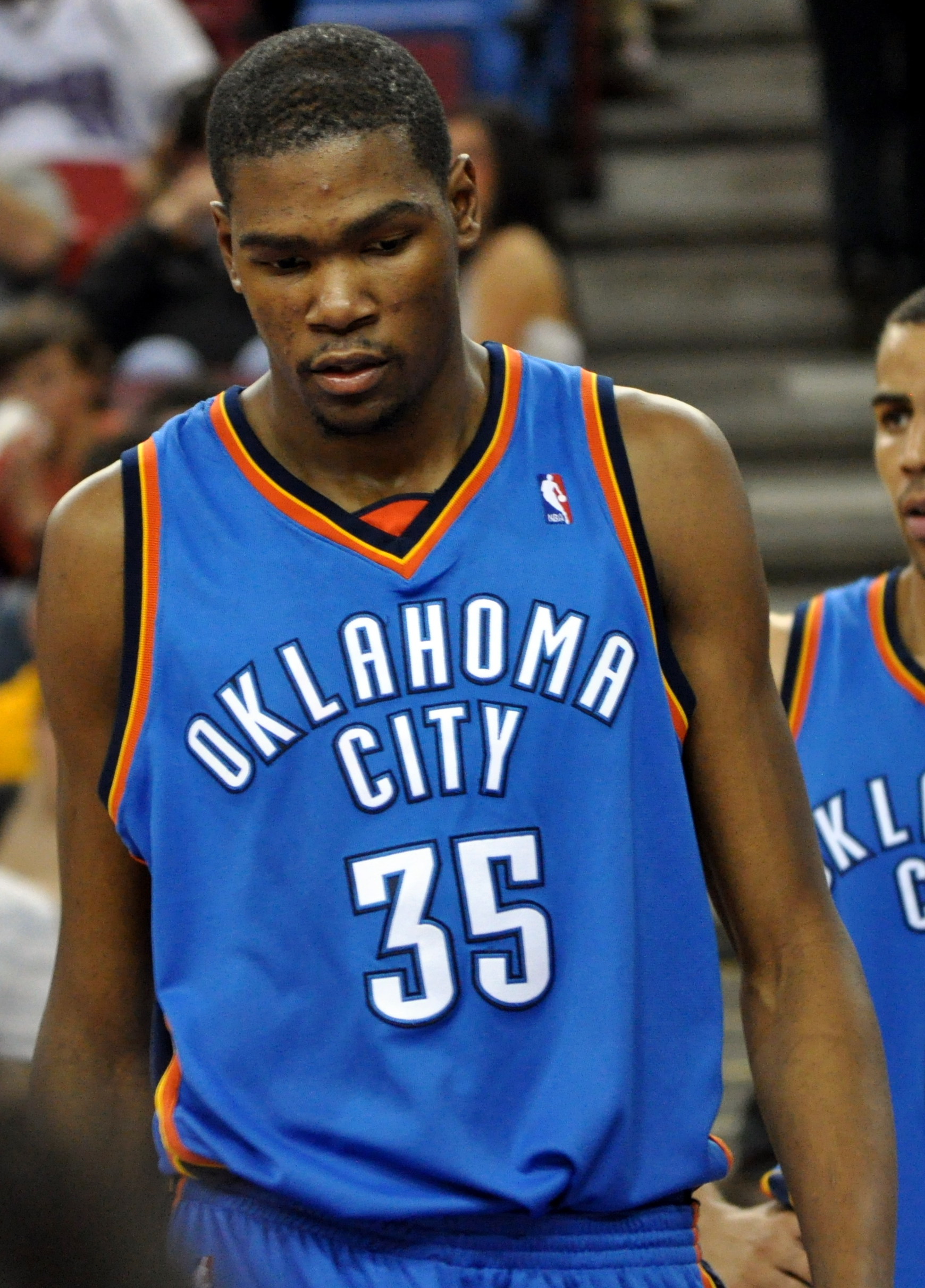
Кевін Дюрант потрапив до першої збірної новачків в сезоні НБА 2007–08 року.

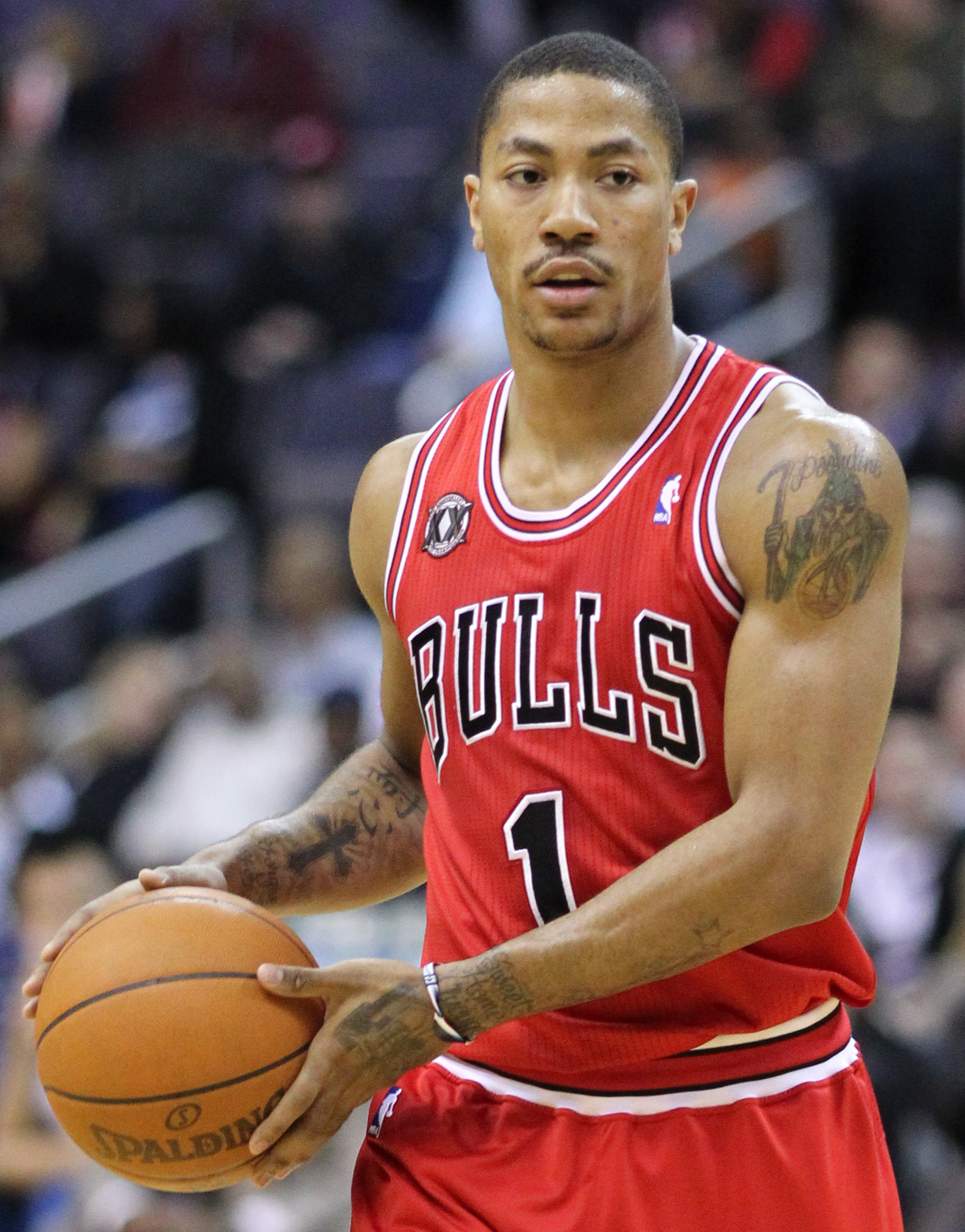
Деррік Роуз потрапив до першої збірної новачків в сезоні НБА 2008–09 року.

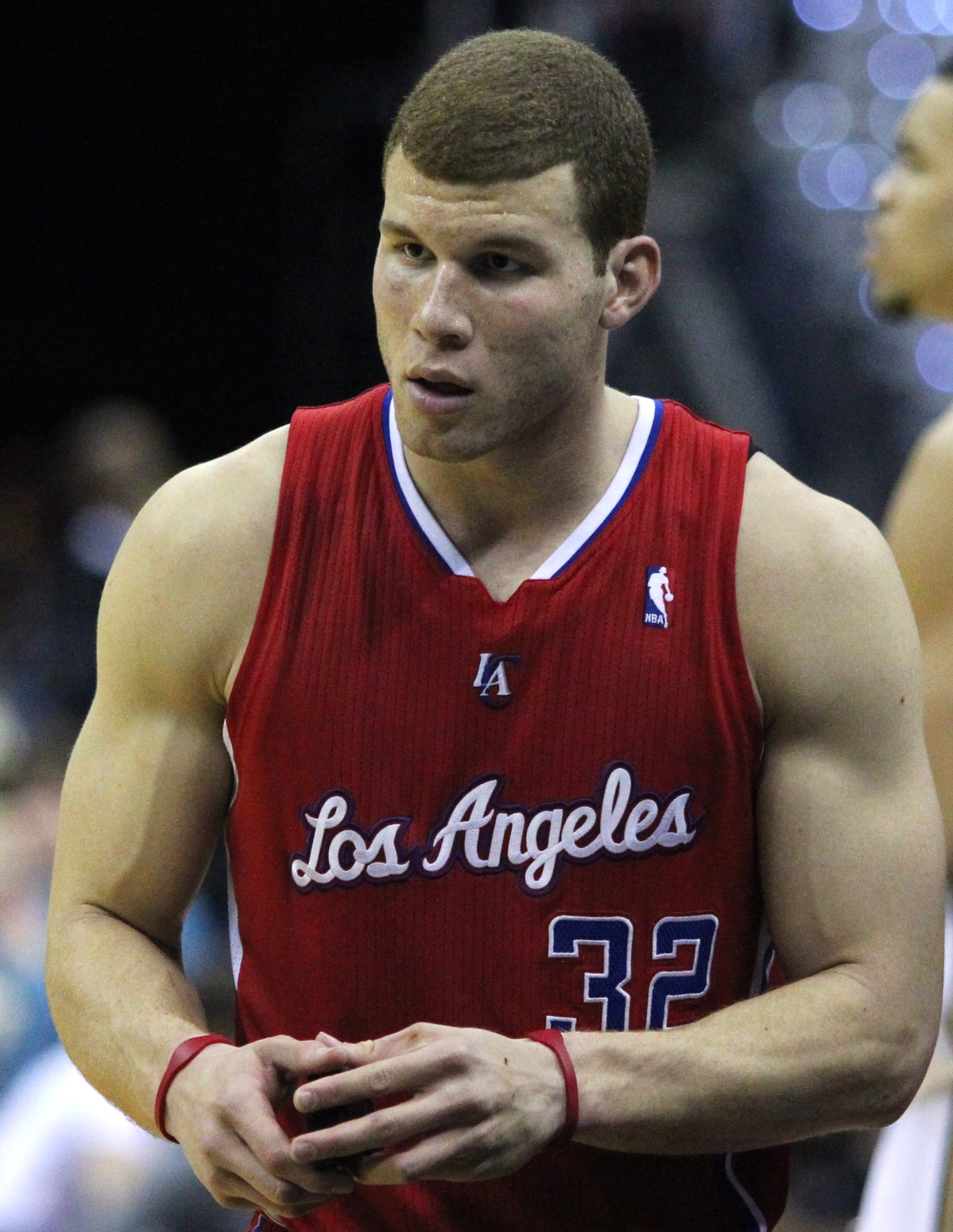
Блейк Гріффін потрапив до першої збірної новачків в сезоні НБА 2010–11 року.

| ^                                  | Гравці, які є діючими в НБА                                   |
| *                                  | Вибраний до Баскетбольної Зали слави                          |
| Гравець (виділений жирним шрифтом) | Гравці, які в той же рік отримували нагороду Новачок року НБА |
| Гравець (виділений курсивом)       | Гравці, які були обрані під 1 номером на драфті               |

| Сезон   | Перша збірна                                | Перша збірна                      | Друга збірна                                   | Друга збірна                   |
| Сезон   | Гравці                                      | Команди                           | Гравці                                         | Команди                        |
| ------- | ------------------------------------------- | --------------------------------- | ---------------------------------------------- | ------------------------------ |
| 1962-63 | Террі Дішинджер                             | Чикаго Зефірс                     | Другої збірної немає                           | Другої збірної немає           |
| 1962-63 | Чет Волкер*                                 | Сірак'юс Нейшиналс                | Другої збірної немає                           | Другої збірної немає           |
| 1962-63 | Зелмо Біті                                  | Сент-Луїс Гокс                    | Другої збірної немає                           | Другої збірної немає           |
| 1962-63 | Джон Хавлічек*                              | Бостон Селтікс                    | Другої збірної немає                           | Другої збірної немає           |
| 1962-63 | Дейв Дебуше*                                | Детройт Пістонс                   | Другої збірної немає                           | Другої збірної немає           |
| 1963-64 | Джеррі Лукас*                               | Цинциннаті Роялс                  | Другої збірної немає                           | Другої збірної немає           |
| 1963-64 | Гас Джонсон                                 | Балтимор Буллетс                  | Другої збірної немає                           | Другої збірної немає           |
| 1963-64 | Нейт Термонд*                               | Сан-Франциско Ворріорс            | Другої збірної немає                           | Другої збірної немає           |
| 1963-64 | Арт Хейман                                  | Нью-Йорк Нікс                     | Другої збірної немає                           | Другої збірної немає           |
| 1963-64 | Род Торн                                    | Балтимор Буллетс                  | Другої збірної немає                           | Другої збірної немає           |
| 1964-65 | Вілліс Рід*                                 | Нью-Йорк Нікс                     | Другої збірної немає                           | Другої збірної немає           |
| 1964-65 | Джим Банрнс                                 | Нью-Йорк Нікс                     | Другої збірної немає                           | Другої збірної немає           |
| 1964-65 | Говард Комівз                               | Нью-Йорк Нікс                     | Другої збірної немає                           | Другої збірної немає           |
| 1964-65 | Лусіус Джексон                              | Філадельфія Севенті-Сіксерс       | Другої збірної немає                           | Другої збірної немає           |
| 1964-65 | Валі Джонс (рівна кількість голосів)        | Балтимор Буллетс                  | Другої збірної немає                           | Другої збірної немає           |
| 1964-65 | Джо Калдвелл (рівна кількість голосів)      | Детройт Пістонс                   | Другої збірної немає                           | Другої збірної немає           |
| 1965-66 | Рік Беррі*                                  | Сан-Франциско Ворріорс            | Другої збірної немає                           | Другої збірної немає           |
| 1965-66 | Біллі Каннінгем*                            | Філадельфія Севенті-Сіксерс       | Другої збірної немає                           | Другої збірної немає           |
| 1965-66 | Том Ван Арсдейл                             | Детройт Пістонс                   | Другої збірної немає                           | Другої збірної немає           |
| 1965-66 | Дік Ван Арсдейл                             | Нью-Йорк Нікс                     | Другої збірної немає                           | Другої збірної немає           |
| 1965-66 | Фред Хетзель                                | Сан-Франциско Ворріорс            | Другої збірної немає                           | Другої збірної немає           |
| 1966-67 | Лу Хадсон                                   | Сент-Луїс Гокс                    | Другої збірної немає                           | Другої збірної немає           |
| 1966-67 | Джек Марін                                  | Балтимор Буллетс                  | Другої збірної немає                           | Другої збірної немає           |
| 1966-67 | Ірвін Мюллер                                | Чикаго Буллз                      | Другої збірної немає                           | Другої збірної немає           |
| 1966-67 | Кеззі Расселл                               | Нью-Йорк Нікс                     | Другої збірної немає                           | Другої збірної немає           |
| 1966-67 | Дейв Бінг*                                  | Детройт Пістонс                   | Другої збірної немає                           | Другої збірної немає           |
| 1967-68 | Ерл Монро*                                  | Балтимор Буллетс                  | Другої збірної немає                           | Другої збірної немає           |
| 1967-68 | Боб Рул                                     | Сієтл СуперСонікс                 | Другої збірної немає                           | Другої збірної немає           |
| 1967-68 | Волт Фрейзер*                               | Нью-Йорк Нікс                     | Другої збірної немає                           | Другої збірної немає           |
| 1967-68 | Ел Такер                                    | Сієтл СуперСонікс                 | Другої збірної немає                           | Другої збірної немає           |
| 1967-68 | Філ Джексон                                 | Нью-Йорк Нікс                     | Другої збірної немає                           | Другої збірної немає           |
| 1968-69 | Вес Анселд*                                 | Балтимор Буллетс                  | Другої збірної немає                           | Другої збірної немає           |
| 1968-69 | Елвін Хейз*                                 | Сан-Дієго Рокетс                  | Другої збірної немає                           | Другої збірної немає           |
| 1968-69 | Біл Х'ювітт                                 | Лос-Анджелес Лейкерс              | Другої збірної немає                           | Другої збірної немає           |
| 1968-69 | Арт Харріс                                  | Сієтл СуперСонікс                 | Другої збірної немає                           | Другої збірної немає           |
| 1968-69 | Гері Грегор                                 | Фінікс Санз                       | Другої збірної немає                           | Другої збірної немає           |
| 1969-70 | Льюїс Алсіндор*[a]                          | Мілвокі Бакс                      | Другої збірної немає                           | Другої збірної немає           |
| 1969-70 | Боб Дандрідж                                | Мілвокі Бакс                      | Другої збірної немає                           | Другої збірної немає           |
| 1969-70 | Джо Джо Вайт                                | Бостон Селтікс                    | Другої збірної немає                           | Другої збірної немає           |
| 1969-70 | Майк Девіс                                  | Балтимор Буллетс                  | Другої збірної немає                           | Другої збірної немає           |
| 1969-70 | Дік Гарретт                                 | Лос-Анджелес Лейкерс              | Другої збірної немає                           | Другої збірної немає           |
| 1970-71 | Джефф Петрі                                 | Портланд Трейл-Блейзерс           | Другої збірної немає                           | Другої збірної немає           |
| 1970-71 | Дейв Коуенс*                                | Бостон Селтікс                    | Другої збірної немає                           | Другої збірної немає           |
| 1970-71 | Піт Маравіч*                                | Атланта Гокс                      | Другої збірної немає                           | Другої збірної немає           |
| 1970-71 | Келвін Мерфі*                               | Сан-Дієго Рокетс                  | Другої збірної немає                           | Другої збірної немає           |
| 1970-71 | Боб Ланьє*                                  | Детройт Пістонс                   | Другої збірної немає                           | Другої збірної немає           |
| 1971-72 | Елмор Сміт                                  | Баффало Брейвз                    | Другої збірної немає                           | Другої збірної немає           |
| 1971-72 | Сідні Вікс                                  | Портланд Трейл-Блейзерс           | Другої збірної немає                           | Другої збірної немає           |
| 1971-72 | Остін Карр                                  | Клівленд Кавальєрз                | Другої збірної немає                           | Другої збірної немає           |
| 1971-72 | Філ Ченьє                                   | Балтимор Буллетс                  | Другої збірної немає                           | Другої збірної немає           |
| 1971-72 | Кліффорд Рей                                | Чикаго Буллз                      | Другої збірної немає                           | Другої збірної немає           |
| 1972-73 | Боб Макаду                                  | Баффало Брейвз                    | Другої збірної немає                           | Другої збірної немає           |
| 1972-73 | Ллойд Ніл                                   | Портланд Трейл-Блейзерс           | Другої збірної немає                           | Другої збірної немає           |
| 1972-73 | Фрейд Бойд                                  | Філадельфія Севенті-Сіксерс       | Другої збірної немає                           | Другої збірної немає           |
| 1972-73 | Двайт Девіс                                 | Клівленд Кавальєрз                | Другої збірної немає                           | Другої збірної немає           |
| 1972-73 | Джим Прайс                                  | Лос-Анджелес Лейкерс              | Другої збірної немає                           | Другої збірної немає           |
| 1973-74 | Ерні ДіҐреґоріо                             | Баффало Брейвз                    | Другої збірної немає                           | Другої збірної немає           |
| 1973-74 | Рон Бехаджен                                | Канзас-Сіті-Омаха Кінґс           | Другої збірної немає                           | Другої збірної немає           |
| 1973-74 | Майк Бантом                                 | Фінікс Санз                       | Другої збірної немає                           | Другої збірної немає           |
| 1973-74 | Джон Браун                                  | Атланта Гокс                      | Другої збірної немає                           | Другої збірної немає           |
| 1973-74 | Нік Візерспун                               | Кепітал Буллетс                   | Другої збірної немає                           | Другої збірної немає           |
| 1974-75 | Джамал Вілкс                                | Голден-Стейт Ворріорс             | Другої збірної немає                           | Другої збірної немає           |
| 1974-75 | Джон Дрю                                    | Атланта Гокс                      | Другої збірної немає                           | Другої збірної немає           |
| 1974-75 | Скотт Ведман                                | Канзас-Сіті-Омаха Кінґс           | Другої збірної немає                           | Другої збірної немає           |
| 1974-75 | Томмі Бурлесон                              | Сієтл СуперСонікс                 | Другої збірної немає                           | Другої збірної немає           |
| 1974-75 | Браян Вінтерс                               | Лос-Анджелес Лейкерс              | Другої збірної немає                           | Другої збірної немає           |
| 1975-76 | Алван Адамс                                 | Фінікс Санз                       | Другої збірної немає                           | Другої збірної немає           |
| 1975-76 | Гас Вільямс                                 | Голден-Стейт Ворріорс             | Другої збірної немає                           | Другої збірної немає           |
| 1975-76 | Джо Мерівезер                               | Х'юстон Рокетс                    | Другої збірної немає                           | Другої збірної немає           |
| 1975-76 | Джон Шумейт                                 | Баффало Брейвз                    | Другої збірної немає                           | Другої збірної немає           |
| 1975-76 | Лайнел Холлінз                              | Портланд Трейл-Блейзерс           | Другої збірної немає                           | Другої збірної немає           |
| 1976-77 | Адріан Дентлі*                              | Баффало Брейвз                    | Другої збірної немає                           | Другої збірної немає           |
| 1976-77 | Скотт Мей                                   | Чикаго Буллз                      | Другої збірної немає                           | Другої збірної немає           |
| 1976-77 | Мітч Капчак                                 | Вашингтон Буллетс                 | Другої збірної немає                           | Другої збірної немає           |
| 1976-77 | Джон Лукас                                  | Х'юстон Рокетс                    | Другої збірної немає                           | Другої збірної немає           |
| 1976-77 | Рон Лі                                      | Фінікс Санз                       | Другої збірної немає                           | Другої збірної немає           |
| 1977-78 | Волтер Девіс                                | Фінікс Санз                       | Другої збірної немає                           | Другої збірної немає           |
| 1977-78 | Маркіз Джонсон                              | Мілвокі Бакс                      | Другої збірної немає                           | Другої збірної немає           |
| 1977-78 | Бернард Кінґ                                | Нью-Джерсі Нетс                   | Другої збірної немає                           | Другої збірної немає           |
| 1977-78 | Джек Сікма                                  | Сієтл СуперСонікс                 | Другої збірної немає                           | Другої збірної немає           |
| 1977-78 | Норм Ніксон                                 | Лос-Анджелес Лейкерс              | Другої збірної немає                           | Другої збірної немає           |
| 1978-79 | Філ Форд                                    | Канзас-Сіті Кінґс                 | Другої збірної немає                           | Другої збірної немає           |
| 1978-79 | Майчел Томпсон                              | Портланд Трейл-Блейзерс           | Другої збірної немає                           | Другої збірної немає           |
| 1978-79 | Рон Брюер                                   | Портланд Трейл-Блейзерс           | Другої збірної немає                           | Другої збірної немає           |
| 1978-79 | Реджі Теус                                  | Чикаго Буллз                      | Другої збірної немає                           | Другої збірної немає           |
| 1978-79 | Террі Тайлер                                | Детройт Пістонс                   | Другої збірної немає                           | Другої збірної немає           |
| 1979-80 | Ларрі Берд*                                 | Бостон Селтікс                    | Другої збірної немає                           | Другої збірної немає           |
| 1979-80 | Меджик Джонсон*                             | Лос-Анджелес Лейкерс              | Другої збірної немає                           | Другої збірної немає           |
| 1979-80 | Білл Картрайт                               | Нью-Йорк Нікс                     | Другої збірної немає                           | Другої збірної немає           |
| 1979-80 | Кельвін Натт                                | Портланд Трейл-Блейзерс           | Другої збірної немає                           | Другої збірної немає           |
| 1979-80 | Девід Грінвуд                               | Чикаго Буллз                      | Другої збірної немає                           | Другої збірної немає           |
| 1980-81 | Джо Беррі Карролл                           | Голден-Стейт Ворріорс             | Другої збірної немає                           | Другої збірної немає           |
| 1980-81 | Деррелл Гріффіт                             | Юта Джаз                          | Другої збірної немає                           | Другої збірної немає           |
| 1980-81 | Ларрі Сміт                                  | Голден-Стейт Ворріорс             | Другої збірної немає                           | Другої збірної немає           |
| 1980-81 | Кевін Макхейл*                              | Бостон Селтікс                    | Другої збірної немає                           | Другої збірної немає           |
| 1980-81 | Кельвін Ранзі                               | Портланд Трейл-Блейзерс           | Другої збірної немає                           | Другої збірної немає           |
| 1981-82 | Келлі Тріпука                               | Детройт Пістонс                   | Другої збірної немає                           | Другої збірної немає           |
| 1981-82 | Джей Вінсент                                | Даллас Маверікс                   | Другої збірної немає                           | Другої збірної немає           |
| 1981-82 | Айзея Томас*                                | Детройт Пістонс                   | Другої збірної немає                           | Другої збірної немає           |
| 1981-82 | Бак Вільямс                                 | Нью-Джерсі Нетс                   | Другої збірної немає                           | Другої збірної немає           |
| 1981-82 | Джефф Руленд                                | Вашингтон Буллетс                 | Другої збірної немає                           | Другої збірної немає           |
| 1982-83 | Террі Каммінгс                              | Сан-Дієго Кліпперс                | Другої збірної немає                           | Другої збірної немає           |
| 1982-83 | Кларк Келлогг                               | Індіана Пейсерз                   | Другої збірної немає                           | Другої збірної немає           |
| 1982-83 | Домінік Вілкінс*                            | Атланта Гокс                      | Другої збірної немає                           | Другої збірної немає           |
| 1982-83 | Джеймс Ворті*                               | Лос-Анджелес Лейкерс              | Другої збірної немає                           | Другої збірної немає           |
| 1982-83 | Квентін Дейлі                               | Чикаго Буллз                      | Другої збірної немає                           | Другої збірної немає           |
| 1983-84 | Ральф Семпсон                               | Х'юстон Рокетс                    | Другої збірної немає                           | Другої збірної немає           |
| 1983-84 | Стів Стіпановіч                             | Індіана Пейсерз                   | Другої збірної немає                           | Другої збірної немає           |
| 1983-84 | Байрон Скотт                                | Лос-Анджелес Лейкерс              | Другої збірної немає                           | Другої збірної немає           |
| 1983-84 | Джефф Мелоун                                | Вашингтон Буллетс                 | Другої збірної немає                           | Другої збірної немає           |
| 1983-84 | Терл Бейлі (рівна кількість голосів)        | Юта Джаз                          | Другої збірної немає                           | Другої збірної немає           |
| 1983-84 | Даррелл Волкер (рівна кількість голосів)    | Нью-Йорк Нікс                     | Другої збірної немає                           | Другої збірної немає           |
| 1984-85 | Майкл Джордан*                              | Чикаго Буллз                      | Другої збірної немає                           | Другої збірної немає           |
| 1984-85 | Акім Оладжьювон*[b]                         | Х'юстон Рокетс                    | Другої збірної немає                           | Другої збірної немає           |
| 1984-85 | Сем Боуві                                   | Портланд Трейл-Блейзерс           | Другої збірної немає                           | Другої збірної немає           |
| 1984-85 | Чарльз Барклі*                              | Філадельфія Севенті-Сіксерс       | Другої збірної немає                           | Другої збірної немає           |
| 1984-85 | Сем Перкінс                                 | Даллас Маверікс                   | Другої збірної немає                           | Другої збірної немає           |
| 1985-86 | Хав'єр Макданіель                           | Сієтл СуперСонікс                 | Другої збірної немає                           | Другої збірної немає           |
| 1985-86 | Патрік Юінг*                                | Нью-Йорк Нікс                     | Другої збірної немає                           | Другої збірної немає           |
| 1985-86 | Карл Мелоун*                                | Юта Джаз                          | Другої збірної немає                           | Другої збірної немає           |
| 1985-86 | Джо Думарс*                                 | Детройт Пістонс                   | Другої збірної немає                           | Другої збірної немає           |
| 1985-86 | Чарльз Оклі                                 | Чикаго Буллз                      | Другої збірної немає                           | Другої збірної немає           |
| 1986-87 | Бред Догерті                                | Клівленд Кавальєрз                | Другої збірної немає                           | Другої збірної немає           |
| 1986-87 | Рон Харпер                                  | Клівленд Кавальєрз                | Другої збірної немає                           | Другої збірної немає           |
| 1986-87 | Чак Персон                                  | Індіана Пейсерз                   | Другої збірної немає                           | Другої збірної немає           |
| 1986-87 | Рой Тарплі                                  | Даллас Маверікс                   | Другої збірної немає                           | Другої збірної немає           |
| 1986-87 | Джон Вільямс                                | Клівленд Кавальєрз                | Другої збірної немає                           | Другої збірної немає           |
| 1987-88 | Марк Джексон                                | Нью-Йорк Нікс                     | Другої збірної немає                           | Другої збірної немає           |
| 1987-88 | Армен Джилліам                              | Фінікс Санз                       | Другої збірної немає                           | Другої збірної немає           |
| 1987-88 | Кенні Сміт                                  | Сакраменто Кінґс                  | Другої збірної немає                           | Другої збірної немає           |
| 1987-88 | Грег Андерсон                               | Сан-Антоніо Сперс                 | Другої збірної немає                           | Другої збірної немає           |
| 1987-88 | Деррік Маккі                                | Сієтл СуперСонікс                 | Другої збірної немає                           | Другої збірної немає           |
| 1988-89 | Мітч Річмонд                                | Голден-Стейт Ворріорс             | Браян Шоу                                      | Бостон Селтікс                 |
| 1988-89 | Віллі Андерсон                              | Сан-Антоніо Сперс                 | Рекс Чапман                                    | Шарлот Горнетс                 |
| 1988-89 | Херсі Гоукінс                               | Філадельфія Севенті-Сіксерс       | Кріс Морріс                                    | Нью-Джерсі Нетс                |
| 1988-89 | Рік Смітс                                   | Індіана Пейсерз                   | Род Стрікленд                                  | Нью-Йорк Нікс                  |
| 1988-89 | Чарльз Сміт                                 | Лос-Анджелес Кліпперс             | Кевін Едвардс                                  | Маямі Гіт                      |
| 1989-90 | Девід Робінсон*                             | Сан-Антоніо Сперс                 | Джей Ар Реід                                   | Шарлот Горнетс                 |
| 1989-90 | Тім Хардувей                                | Голден-Стейт Ворріорс             | Шон Елліотт                                    | Сан-Антоніо Сперс              |
| 1989-90 | Владе Дівац                                 | Лос-Анджелес Лейкерс              | Стейсі Кінґ                                    | Чикаго Буллз                   |
| 1989-90 | Шерман Дуглас                               | Маямі Гіт                         | Блю Едвардс                                    | Юта Джаз                       |
| 1989-90 | Пух Річардсон                               | Міннесота Тімбервулвз             | Глен Райс                                      | Маямі Гіт                      |
| 1990-91 | Кендалл Джилл                               | Шарлот Горнетс                    | Кріс Джексон                                   | Денвер Наггетс                 |
| 1990-91 | Денніс Скотт                                | Орландо Меджик                    | Гері Пейтон*                                   | Сієтл СуперСонікс              |
| 1990-91 | Ді Браун                                    | Бостон Селтікс                    | Фелтон Спенсер                                 | Міннесота Тімбервулвз          |
| 1990-91 | Лайнел Сіммонс                              | Сакраменто Кінґс                  | Травіс Мейс                                    | Сакраменто Кінґс               |
| 1990-91 | Деррік Коулмен                              | Нью-Джерсі Нетс                   | Віллі Бартон                                   | Маямі Гіт                      |
| 1991-92 | Ларрі Джонсон                               | Шарлот Горнетс                    | Рік Фокс                                       | Бостон Селтікс                 |
| 1991-92 | Дікембе Мутомбо                             | Денвер Наггетс                    | Террелл Брендон                                | Клівленд Кавальєрз             |
| 1991-92 | Біллі Оувенс                                | Голден-Стейт Ворріорс             | Ларрі Стюарт                                   | Вашингтон Буллетс              |
| 1991-92 | Стів Сміт                                   | Маямі Гіт                         | Стенлі Робертс                                 | Орландо Меджик                 |
| 1991-92 | Стесі Огмон                                 | Атланта Гокс                      | Марк Макон                                     | Денвер Наггетс                 |
| 1992-93 | Шакіл О'Ніл                                 | Орландо Меджик                    | Волт Вільямс                                   | Сакраменто Кінґс               |
| 1992-93 | Алонзо Моурнінг                             | Шарлот Горнетс                    | Роберт Хоррі                                   | Х'юстон Рокетс                 |
| 1992-93 | Крістіан Леттнер                            | Міннесота Тімбервулвз             | Летрелл Спрюелл                                | Голден-Стейт Ворріорс          |
| 1992-93 | Том Гагліотта                               | Вашингтон Буллетс                 | Кларенс Візерспун                              | Філадельфія Севенті-Сіксерс    |
| 1992-93 | Лафонзо Елліс                               | Денвер Наггетс                    | Річард Дюмас                                   | Фінікс Санз                    |
| 1993-94 | Кріс Веббер                                 | Голден-Стейт Ворріорс             | Діно Раджа                                     | Бостон Селтікс                 |
| 1993-94 | Пенні Хардувей                              | Орландо Меджик                    | Нік Ван Ексель                                 | Лос-Анджелес Лейкерс           |
| 1993-94 | Він Бейкер                                  | Мілвокі Бакс                      | Шон Бредлі                                     | Філадельфія Севенті-Сіксерс    |
| 1993-94 | Джамал Машберн                              | Даллас Маверікс                   | Тоні Кукоч                                     | Чикаго Буллз                   |
| 1993-94 | Айзея Райдер                                | Міннесота Тімбервулвз             | Ліндсі Хантер                                  | Детройт Пістонс                |
| 1994-95 | Джейсон Кідд^                               | Даллас Маверікс                   | Джуван Говард                                  | Вашингтон Буллетс              |
| 1994-95 | Грант Гілл^                                 | Детройт Пістонс                   | Ерік Монтросс                                  | Бостон Селтікс                 |
| 1994-95 | Гленн Робінсон                              | Мілвокі Бакс                      | Візлі Персон                                   | Фінікс Санз                    |
| 1994-95 | Едді Джонс                                  | Лос-Анджелес Лейкерс              | Джален Роуз                                    | Денвер Наггетс                 |
| 1994-95 | Браян Грант                                 | Сакраменто Кінґс                  | Доньєлл Маршалл (рівна кількість голосів)      | Голден-Стейт Ворріорс          |
| 1994-95 | Браян Грант                                 | Сакраменто Кінґс                  | Шарон Райт (рівна кількість голосів)           | Філадельфія Севенті-Сіксерс    |
| 1995-96 | Деймон Стадемайр                            | Торонто Репторз                   | Кевін Гарнетт^                                 | Міннесота Тімбервулвз          |
| 1995-96 | Джо Сміт                                    | Голден-Стейт Ворріорс             | Браянт Рівз                                    | Ванкувер Ґріззліс              |
| 1995-96 | Джеррі Стекхауз                             | Філадельфія Севенті-Сіксерс       | Брент Беррі                                    | Лос-Анджелес Кліпперс          |
| 1995-96 | Антоніо Макдаєсс                            | Денвер Наггетс                    | Рашид Воллес^                                  | Вашингтон Буллетс              |
| 1995-96 | Арвідас Сабоніс* (рівна кількість голосів)  | Портланд Трейл-Блейзерс           | Тіас Едні                                      | Сакраменто Кінґс               |
| 1995-96 | Майкл Фінлі (рівна кількість голосів)       | Фінікс Санз                       | Тіас Едні                                      | Сакраменто Кінґс               |
| 1996-97 | Шаріф Абдур-Рахім                           | Ванкувер Ґріззліс                 | Керрі Кіттлс                                   | Нью-Джерсі Нетс                |
| 1996-97 | Аллен Айверсон                              | Філадельфія Севенті-Сіксерс       | Рей Аллен^                                     | Мілвокі Бакс                   |
| 1996-97 | Стефон Марбері                              | Міннесота Тімбервулвз             | Тревіс Найт                                    | Лос-Анджелес Лейкерс           |
| 1996-97 | Маркус Кембі^                               | Торонто Репторз                   | Кобі Браянт^                                   | Лос-Анджелес Лейкерс           |
| 1996-97 | Антуан Волкер                               | Бостон Селтікс                    | Метт Мелоні                                    | Х'юстон Рокетс                 |
| 1997-98 | Тім Данкан^                                 | Сан-Антоніо Сперс                 | Тім Томас                                      | Філадельфія Севенті-Сіксерс    |
| 1997-98 | Кіт Ван Горн                                | Нью-Джерсі Нетс                   | Цедрік Хендерсон                               | Клівленд Кавальєрз             |
| 1997-98 | Бревін Найт                                 | Клівленд Кавальєрз                | Дерек Андерсон                                 | Клівленд Кавальєрз             |
| 1997-98 | Жидрунас Ілгаускас                          | Клівленд Кавальєрз                | Моріс Тейлор                                   | Лос-Анджелес Кліпперс          |
| 1997-98 | Рон Мерсер                                  | Бостон Селтікс                    | Боббі Джексон                                  | Денвер Наггетс                 |
| 1998-99 | Вінс Картер^                                | Торонто Репторз                   | Майкл Дікерсон                                 | Х'юстон Рокетс                 |
| 1998-99 | Пол Пірс^                                   | Бостон Селтікс                    | Майкл Доліац                                   | Орландо Меджик                 |
| 1998-99 | Джейсон Вільямс                             | Сакраменто Кінґс                  | Каттіно Моблі                                  | Х'юстон Рокетс                 |
| 1998-99 | Майк Біббі                                  | Ванкувер Ґріззліс                 | Майкл Оловоканді                               | Лос-Анджелес Кліпперс          |
| 1998-99 | Метт Харпрінг                               | Орландо Меджик                    | Антуан Джеймісон^                              | Голден-Стейт Ворріорс          |
| 1999-00 | Елтон Бренд^                                | Чикаго Буллз                      | Шон Меріон^                                    | Фінікс Санз                    |
| 1999-00 | Стів Френсіс^                               | Х'юстон Рокетс                    | Рон Артест^[c]                                 | Чикаго Буллз                   |
| 1999-00 | Ламар Одом^                                 | Лос-Анджелес Кліпперс             | Джеймс Поузі                                   | Денвер Наггетс                 |
| 1999-00 | Воллі Щербяк                                | Міннесота Тімбервулвз             | Джейсон Террі^                                 | Атланта Гокс                   |
| 1999-00 | Андре Міллер^                               | Клівленд Кавальєрз                | Чакі Еткінс                                    | Орландо Меджик                 |
| 2000-01 | Майк Міллер^                                | Орландо Меджик                    | Гедо Тюркоглу^                                 | Сакраменто Кінґс               |
| 2000-01 | Кеньон Мартін                               | Нью-Джерсі Нетс                   | Десмонд Мейсон                                 | Сієтл СуперСонікс              |
| 2000-01 | Марк Джексон                                | Голден-Стейт Ворріорс             | Кортні Александер                              | Вашингтон Візардс              |
| 2000-01 | Морріс Пітерсон                             | Торонто Репторз                   | Маркус Файзер                                  | Чикаго Буллз                   |
| 2000-01 | Даріус Майлз                                | Лос-Анджелес Кліпперс             | Крис Мім                                       | Клівленд Кавальєрз             |
| 2001-02 | По Газоль^                                  | Мемфіс Ґріззліс                   | Джамаал Тінслі^                                | Індіана Пейсерз                |
| 2001-02 | Шейн Баттьє^                                | Мемфіс Ґріззліс                   | Річард Джефферсон^                             | Нью-Джерсі Нетс                |
| 2001-02 | Джейсон Річардсон^                          | Голден-Стейт Ворріорс             | Едді Гріффін                                   | Х'юстон Рокетс                 |
| 2001-02 | Тоні Паркер^                                | Сан-Антоніо Сперс                 | Желько Ребрача                                 | Детройт Пістонс                |
| 2001-02 | Андрій Кириленко                            | Юта Джаз                          | Владімір Радмановіч^ (рівна кількість голосів) | Сієтл СуперСонікс              |
| 2001-02 | Андрій Кириленко                            | Юта Джаз                          | Джо Джонсон^ (рівна кількість голосів)         | Фінікс Санз                    |
| 2002-03 | Яо Мін                                      | Х'юстон Рокетс                    | Ману Джінобілі^                                | Сан-Антоніо Сперс              |
| 2002-03 | Амаре Стадемайр^[d]                         | Фінікс Санз                       | Гордан Гірічек                                 | Мемфіс Ґріззліс Орландо Меджик |
| 2002-03 | Керон Батлер^                               | Маямі Гіт                         | Карлос Бузер^                                  | Клівленд Кавальєрз             |
| 2002-03 | Дрю Гуден^                                  | Мемфіс Ґріззліс Орландо Меджик    | Джей Вільямс                                   | Чикаго Буллз                   |
| 2002-03 | Нене^                                       | Денвер Наггетс                    | Джей Ар Бремер                                 | Бостон Селтікс                 |
| 2003-04 | Кармело Ентоні^                             | Денвер Наггетс                    | Джош Говард^                                   | Даллас Маверікс                |
| 2003-04 | Леброн Джеймс^                              | Клівленд Кавальєрз                | Ті Джей Форд                                   | Мілвокі Бакс                   |
| 2003-04 | Двейн Вейд^                                 | Маямі Гіт                         | Юдоніс Хаслем^                                 | Маямі Гіт                      |
| 2003-04 | Кріс Бош^                                   | Торонто Репторз                   | Ярвіс Хейс                                     | Вашингтон Візардс              |
| 2003-04 | Кірк Гайнріх^                               | Чикаго Буллз                      | Маркіз Деніелс^                                | Даллас Маверікс                |
| 2004-05 | Емека Окафор^                               | Шарлот Бобкетс                    | Ненад Крстич                                   | Нью-Джерсі Нетс                |
| 2004-05 | Двайт Говард^                               | Орландо Меджик                    | Джош Сміт^                                     | Атланта Гокс                   |
| 2004-05 | Бен Гордон^                                 | Чикаго Буллз                      | Джош Чілдресс^                                 | Атланта Гокс                   |
| 2004-05 | Андре Ігуодала^                             | Філадельфія Севенті-Сіксерс       | Джамір Нельсон^                                | Орландо Меджик                 |
| 2004-05 | Луол Денг^                                  | Чикаго Буллз                      | Ел Джефферсон^                                 | Бостон Селтікс                 |
| 2005-06 | Кріс Пол^                                   | New Orleans/Oklahoma City Hornets | Денні Гренджер^                                | Індіана Пейсерз                |
| 2005-06 | Чарлі Вильянуева^                           | Торонто Репторз                   | Реймонд Фелтон^                                | Шарлот Бобкетс                 |
| 2005-06 | Ендрю Богут^                                | Мілвокі Бакс                      | Лютер Хед                                      | Х'юстон Рокетс                 |
| 2005-06 | Дерон Вільямс^                              | Юта Джаз                          | Марвін Вільямс^                                | Атланта Гокс                   |
| 2005-06 | Ченнінг Фрай^                               | Нью-Йорк Нікс                     | Раян Гомес                                     | Бостон Селтікс                 |
| 2006-07 | Брендон Рой^                                | Портланд Трейл-Блейзерс           | Пол Міллсеп^                                   | Юта Джаз                       |
| 2006-07 | Андреа Барньяні^                            | Торонто Репторз                   | Адам Моррісон                                  | Шарлот Бобкетс                 |
| 2006-07 | Ренді Фой^                                  | Міннесота Тімбервулвз             | Тайрус Томас^                                  | Чикаго Буллз                   |
| 2006-07 | Руді Гей^                                   | Мемфіс Ґріззліс                   | Крейг Сміт                                     | Міннесота Тімбервулвз          |
| 2006-07 | Хорхе Гарбахоса (рівна кількість голосів)   | Торонто Репторз                   | Реджон Рондо^ (рівна кількість голосів)        | Бостон Селтікс                 |
| 2006-07 | Ламаркус Олдрідж^ (рівна кількість голосів) | Портланд Трейл-Блейзерс           | Волтер Херрманн (рівна кількість голосів)      | Шарлот Бобкетс                 |
| 2006-07 | Ламаркус Олдрідж^ (рівна кількість голосів) | Портланд Трейл-Блейзерс           | Маркус Вільямс (рівна кількість голосів)       | Нью-Джерсі Нетс                |
| 2007-08 | Ел Хорфорд^                                 | Атланта Гокс                      | Джамаріо Мун                                   | Торонто Репторз                |
| 2007-08 | Кевін Дюрант^                               | Сієтл СуперСонікс                 | Хуан Карлос Наварро                            | Мемфіс Ґріззліс                |
| 2007-08 | Луіс Скола^                                 | Х'юстон Рокетс                    | Таддеус Янг^                                   | Філадельфія Севенті-Сіксерс    |
| 2007-08 | Ел Торнтон                                  | Лос-Анджелес Кліпперс             | Родні Стакі^                                   | Детройт Пістонс                |
| 2007-08 | Джефф Грін                                  | Сієтл СуперСонікс                 | Карл Лендрі^                                   | Х'юстон Рокетс                 |
| 2008-09 | Деррік Роуз^                                | Чикаго Буллз                      | Ерік Гордон^                                   | Лос-Анджелес Кліпперс          |
| 2008-09 | О Джей Мейо^                                | Мемфіс Ґріззліс                   | Кевін Лав^                                     | Міннесота Тімбервулвз          |
| 2008-09 | Рассел Вестбрук^                            | Оклахома-Сіті Тандер              | Маріо Чалмерс^                                 | Маямі Гіт                      |
| 2008-09 | Брук Лопес^                                 | Нью-Джерсі Нетс                   | Марк Газоль^                                   | Мемфіс Ґріззліс                |
| 2008-09 | Майкл Бізлі^                                | Маямі Гіт                         | Ді Джей Огастін^ (рівна кількість голосів)     | Шарлот Бобкетс                 |
| 2008-09 | Майкл Бізлі^                                | Маямі Гіт                         | Руді Фернандес (рівна кількість голосів)       | Портланд Трейл-Блейзерс        |
| 2009-10 | Тайрік Еванс^                               | Сакраменто Кінґс                  | Маркус Торнтон^                                | Нью-Орлінс Горнетс             |
| 2009-10 | Брендон Дженнінгс^                          | Мілвокі Бакс                      | Деджуан Блер^                                  | Сан-Антоніо Сперс              |
| 2009-10 | Стівен Каррі^                               | Голден-Стейт Ворріорс             | Джеймс Гарден^                                 | Оклахома-Сіті Тандер           |
| 2009-10 | Даррен Коллісон^                            | Нью-Орлінс Горнетс                | Джонні Флінн                                   | Міннесота Тімбервулвз          |
| 2009-10 | Тадж Гібсон^                                | Чикаго Буллз                      | Йонас Йеребко^                                 | Детройт Пістонс                |
| 2010-11 | Блейк Гріффін^[e]                           | Лос-Анджелес Кліпперс             | Грег Монро^                                    | Детройт Пістонс                |
| 2010-11 | Джон Волл^                                  | Вашингтон Візардс                 | Веслі Джонсон^                                 | Міннесота Тімбервулвз          |
| 2010-11 | Лендрі Філдс^                               | Нью-Йорк Нікс                     | Ерік Бледсо^                                   | Лос-Анджелес Кліпперс          |
| 2010-11 | Демаркус Казінс^                            | Сакраменто Кінґс                  | Деррік Фейворс^                                | Юта Джаз                       |
| 2010-11 | Гері Ніл^                                   | Сан-Антоніо Сперс                 | Пол Джорж^                                     | Індіана Пейсерз                |
| 2011-12 | Кайрі Ірвінг^                               | Клівленд Кавальєрз                | Айзея Томас^                                   | Сакраменто Кінґс               |
| 2011-12 | Рікі Рубіо^                                 | Міннесота Тімбервулвз             | Маршон Брукс^                                  | Нью-Джерсі Нетс                |
| 2011-12 | Кеннет Фарід^                               | Денвер Наггетс                    | Чендлер Парсонс^                               | Х'юстон Рокетс                 |
| 2011-12 | Клей Томпсон^                               | Голден-Стейт Ворріорс             | Трістан Томпсон^                               | Клівленд Кавальєрз             |
| 2011-12 | Кауай Леонард^ (рівна кількість голосів)    | Сан-Антоніо Сперс                 | Трістан Томпсон^                               | Клівленд Кавальєрз             |
| 2011-12 | Іман Шамперт^ (рівна кількість голосів)     | Нью-Йорк Нікс                     | Деррік Уильямс^                                | Міннесота Тімбервулвз          |
| 2011-12 | Брендон Найт^ (рівна кількість голосів)     | Детройт Пістонс                   | Деррік Уильямс^                                | Міннесота Тімбервулвз          |
| 2012-13 | Деміан Ліллард^                             | Портланд Трейл-Блейзерс           | Андре Драммонд^                                | Детройт Пістонс                |
| 2012-13 | Бредлі Біл^                                 | Вашингтон Візардс                 | Йонас Валанчюнас^                              | Торонто Репторз                |
| 2012-13 | Ентоні Девіс^                               | Нью-Орлінс Горнетс                | Майкл Кідд-Гілкріст^                           | Шарлот Бобкетс                 |
| 2012-13 | Діон Вейтерс^                               | Клівленд Кавальєрз                | Кайл Сінглер^                                  | Детройт Пістонс                |
| 2012-13 | Харрісон Барнс^                             | Голден-Стейт Ворріорс             | Тайлер Зеллер^                                 | Клівленд Кавальєрз             |
| 2013–14 | Майкл Картер-Вільямс^                       | Філадельфія Севенті-Сіксерс (14)  | Келлі Олійник^                                 | Бостон Селтікс (18)            |
| 2013–14 | Віктор Оладіпо^                             | Орландо Меджик (13)               | Янніс Адетокумбо^                              | Мілвокі Бакс (10)              |
| 2013–14 | Трей Берк^                                  | Юта Джаз (10)                     | Горгі Дьєнг^                                   | Міннесота Тімбервулвз (15)     |
| 2013–14 | Мейсон Пламлі^                              | Бруклін Нетс (13)                 | Коді Зеллер^                                   | Шарлот Бобкетс (12)            |
| 2013–14 | Тім Гардавей (молодший)^                    | Нью-Йорк Нікс (17)                | Стівен Адамс^                                  | Оклахома-Сіті Тандер (15)      |
| 2014–15 | Ендрю Віггінс^                              | Міннесота Тімбервулвз (16)        | Маркус Смарт^                                  | Бостон Селтікс (19)            |
| 2014–15 | Никола Миротич^                             | Чикаго Буллз (21)                 | Зак ЛаВін^                                     | Міннесота Тімбервулвз (17)     |
| 2014–15 | Нерленс Ноел^                               | Філадельфія Севенті-Сіксерс (15)  | Боян Богданович^                               | Бруклін Нетс (14)              |
| 2014–15 | Елфрід Пейтон^                              | Орландо Меджик (14)               | Юсуф Нуркич^                                   | Денвер Наггетс (12)            |
| 2014–15 | Джордан Кларксон^                           | Лос-Анджелес Лейкерс (14)         | Генстон Галловей^                              | Нью-Йорк Нікс (18)             |
| 2015–16 | Карл-Ентоні Таунс^                          | Міннесота Тімбервулвз (18)        | Джастіс Вінслоу^                               | Маямі Гіт (11)                 |
| 2015–16 | Крістапс Порзінгіс^                         | Нью-Йорк Нікс (19)                | ДеАнджело Рассел^                              | Лос-Анджелес Лейкерс (15)      |
| 2015–16 | Девін Букер^                                | Фінікс Санз (13)                  | Еммануель Мудіай^                              | Денвер Наггетс (14)            |
| 2015–16 | Нікола Йокич^                               | Денвер Наггетс (13)               | Майлз Тернер^                                  | Індіана Пейсерз (8)            |
| 2015–16 | Джаліл Окафор^                              | Філадельфія Севенті-Сіксерс (16)  | Віллі Колі-Стейн^                              | Сакраменто Кінґс (16)          |
| 2016–17 | Малкольм Брогдон^                           | Мілвокі Бакс (11)                 | Джамал Мюррей^                                 | Денвер Наггетс (15)            |
| 2016–17 | Даріо Шарич^                                | Філадельфія Севенті-Сіксерс (17)  | Джейлен Браун^                                 | Бостон Селтікс (20)            |
| 2016–17 | Джоел Ембід^                                | Філадельфія Севенті-Сіксерс (18)  | Маркіз Крісс^                                  | Фінікс Санз (14)               |
| 2016–17 | Бадді Гілд^                                 | Сакраменто Кінґс (17)             | Брендон Інграм^                                | Лос-Анджелес Лейкерс (16)      |
| 2016–17 | Віллі Ернангомес^                           | Нью-Йорк Нікс (20)                | Йоггі Феррелл^                                 | Даллас Маверікс (8)            |